# 猪目
猪目（いのめ、いめ）とは、ハートの形をした日本古来の文様。猪の目と書くがモチーフは定かではない。他に猪の目、猪ノ目とも書く。
火伏の魔除けとして神社などの建築物に設けられる。また魔除けの装飾として古墳時代もしくは奈良時代から鐺や鍔、柄頭など刀剣や小刀の刀装具などに彫られることもある。